# Fontaine-le-Sec
Fontaine-le-Sec è un comune francese di 145 abitanti situato nel dipartimento della Somme nella regione dell'Alta Francia.

## Società

### Evoluzione demografica
Abitanti censiti